# Eduardo López Bustamante
Eduardo López Bustamante (Maracaibo, 9 de diciembre de 1881-  Ibídem, 30 de junio de 1939) fue un periodista, abogado y poeta venezolano que se distinguió por ser férreo defensor de los derechos humanos y de la libertad, durante la dictadura del general Juan Vicente Gómez.

## Datos biográficos

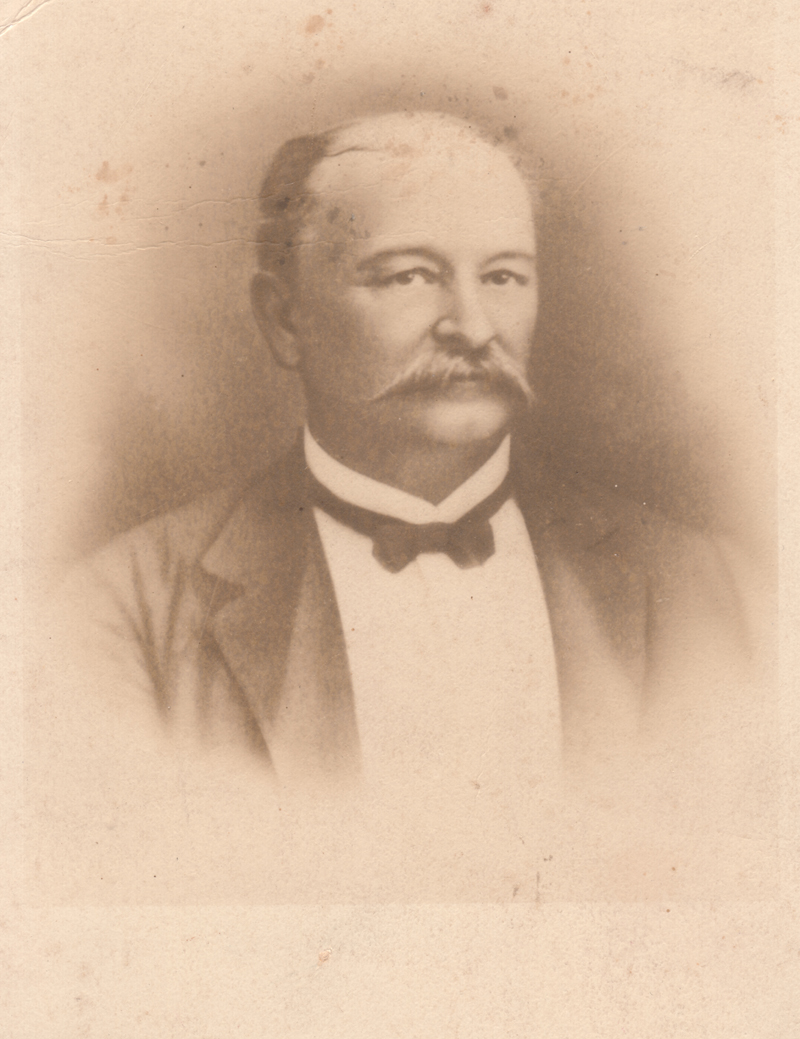
El editor zuliano Eduardo López Rivas, padre de Eduardo López Bustamante

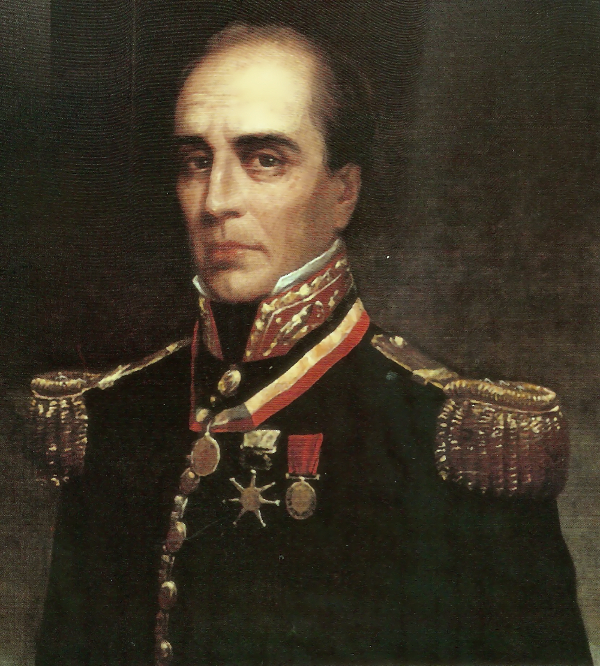
General Rafael Urdaneta, antepasado de Eduardo López Bustamante

Eduardo López Bustamante nació en el sector "Los Haticos" de Maracaibo, el 9 de diciembre de 1881. Era el hijo mayor deEduardo López Rivas y de Carmen Bustamante de López. Su padre era un periodista, editor y director del diario El Fonógrafo y de la revista El Zulia Ilustrado. Era además el propietario de una casa editorial de Venezuela, la Imprenta Americana.
Su madre era sobrina del médico venezolano Francisco Eugenio Bustamante y descendiente del general Rafael Urdaneta, por la línea paterna. Carmen falleció durante los primeros años de la adolescencia de su hijo mayor, quedando la formación del joven y de sus hermanos enteramente a cargo del progenitor.
López Bustamante creció dentro de una atmósfera intelectual, a la sombra de su padre. Desde su niñez aprendió varios idiomas, lo cual le llevó a ocupar, cuando era aún muy joven, un cargo importante en el diario "El Fonógrafo". A los 18 años era el traductor de las noticias internacionales del diario, que por esa época llegaban a los periódicos en el idioma original de cada país.

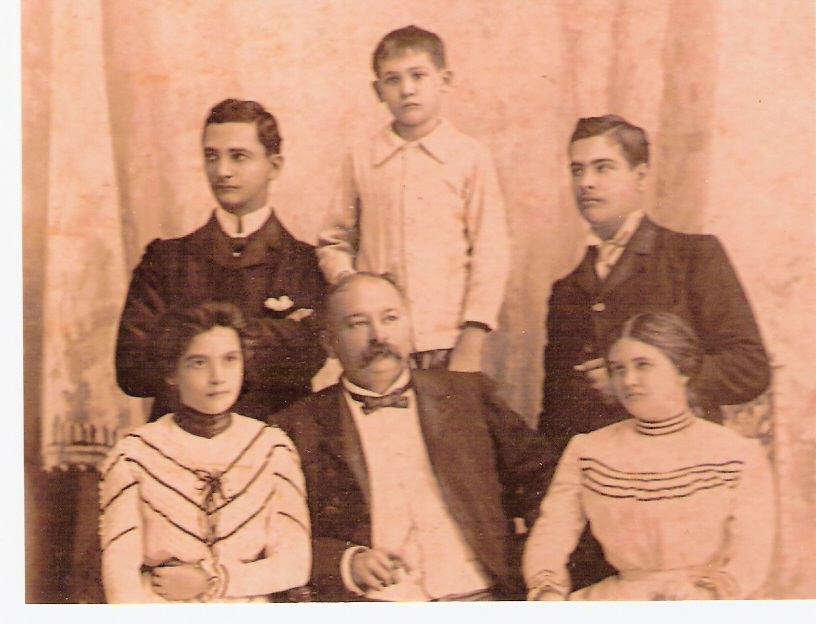
Los hermanos López Bustamante junto a su progenitor

El joven se fue involucrando poco a poco en la profesión periodística y ascendiendo dentro de la empresa familiar. Allí adquirió formación y ética profesional. Él y sus hermanos, Carlos, Enrique y Teresa, se formaron trabajando bajo la dirección de su padre. Llegaron a conformar un equipo de comunicadores sociales que, según el escritor Alfredo Tarre Murzi, se considera la Dinastía López de Venezuela.
Eduardo López Bustamante se casó en 1910 con Aurora Pérez Luzardo, hija del general Eduardo Pérez Fabelo, militar zuliano, interventor de la aduana del puerto de Maracaibo y personaje íntimamente ligado a la historia del Estado Zulia. El matrimonio tuvo seis hijos, entre ellos Aurora López Pérez, pionera de la enfermería en Venezuela..

## Director del diario El Fonógrafo
López Bustamante trabajó al lado de su padre hasta el mes de diciembre de 1908. A partir de ese momento el progenitor se retiró y dejó a cargo de su hijo mayor la dirección del diario "El Fonógrafo" y de la "Imprenta Americana".
Durante sus años como director los talleres de la imprenta se renovaron, acordes con el nuevo siglo. Las nuevas linotipias permitieron un tiraje mayor y López Bustamante llevó el periódico a ocho páginas. Creó además, en Caracas, una edición simultánea de "El Fonógrafo", bajo la dirección local de su hermano Carlos López Bustamante, y en Madrid la primera corresponsalía de Venezuela en Europa, a cargo de su hermano Enrique López Bustamante.

### Precursor del periodismo moderno

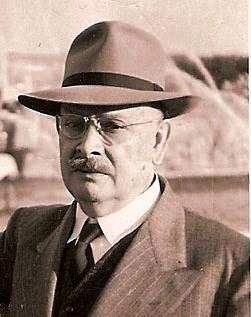
Carlos López Bustamante, a cargo de la edición simultánea de "El Fonógrafo" en Caracas

A través del diario “El Fonógrafo”, López Bustamante modernizó el periodismo tradicional en Venezuela y sentó las bases de las comunicaciones de hoy. El concepto de tres polos de información, Maracaibo-Madrid-Caracas, era algo nunca visto a principios del siglo XX y el trabajo de varios periodistas coordinando la labor, representó el primer intento de lo que hoy son las corresponsalías.

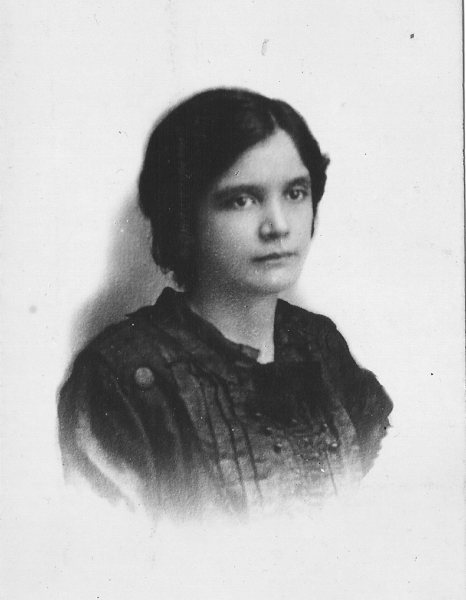
Teresa López Bustamante, a cargo de las informaciones del telégrafo en las oficinas de "El Fonógrafo"

López Bustamante y sus hermanos protagonizaron una cruzada por la vanguardia, que en 1918 José Rafael Pocaterra describió en su libro “Memorias de un venezolano de la decadencia”. Se refería entonces al diario “El Fonógrafo” como “lo único que se había parecido a periódico moderno en Venezuela”. Las ediciones de Caracas y Maracaibo -escribía- representaban dos grandes y modernos diarios venezolanos, de ocho páginas cada uno”.
"El eje Maracaibo-Madrid- Caracas fue el primer intento de una visión global del periodismo venezolano. El director de “El Fonógrafo”, Eduardo López Bustamante, tenía a su cargo la coordinación y  la edición matriz del diario en Maracaibo. En Caracas estaba al frente Carlos López Bustamante, encargado de la edición simultánea de la capital, y el contacto con Europa lo ejercía Enrique López Bustamante, corresponsal del diario en Madrid. Al frente de la Imprenta Americana, donde se editaba “El Fonógrafo” de Maracaibo, estaba Teresa López Bustamante, que controlaba el telégrafo y el flujo de información entre las tres capitales." 

### Enfrentamientos con el gobierno
A partir de 1908, el diario comenzó a padecer la represión y la censura del gobierno del dictador recién estrenado, Juan Vicente Gómez. El general Gómez, que asumió el poder el mismo año en que López Bustamante se encargó de "El Fonógrafo", protagonizó uno de los regímenes dictatoriales más largos y feroces de Hispanoamérica. 

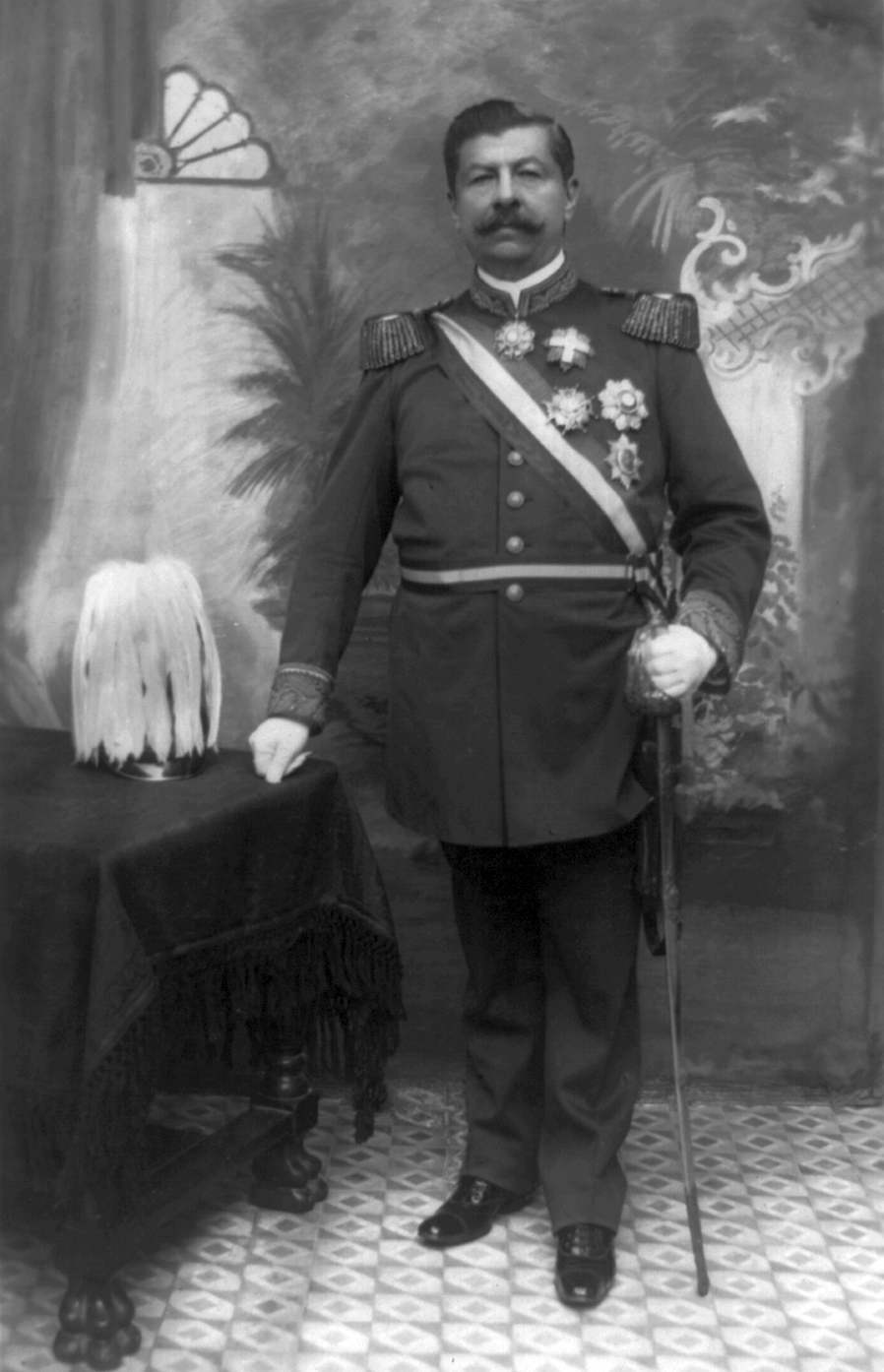
Dictador Juan Vicente Gómez

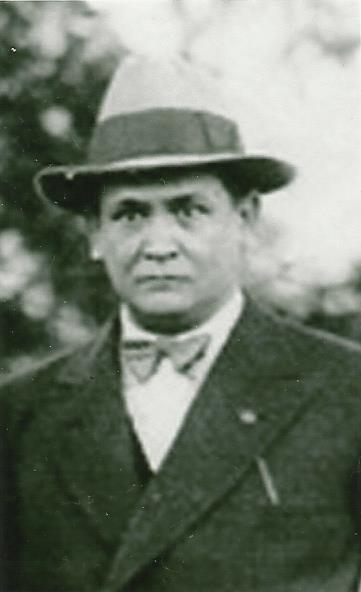
Enrique López Bustamante, corresponsal de "El Fonógrafo" en Madrid

#### Anécdotas
La nueva perspectiva de información trajo episodios sonados dentro y fuera del país. Tal es el caso de un artículo de Enrique López Bustamante, corresponsal en Madrid, que el escritor José Rafael Pocaterra relata así: “en una de sus crónicas el corresponsal ironizaba en relación a un tema comentado por la prensa española, sobre las galanterías del Rey de España con una célebre actriz. El embajador de España en Caracas formó una alharaca por el artículo aparecido en El Fonógrafo, porque lo había reproducido ampliamente la prensa de Madrid, y dirigió una nota al Ministro de Exteriores de Venezuela. Pocos días después se abrió juicio contra El Fonógrafo, pero los tribunales del Zulia declararon sin lugar la pintoresca demanda”.
El escritor Gastón Montiel describe en su libro sobre los abogados distinguidos del Zulia, cómo Eduardo López Bustamante protagonizó un célebre episodio a través del editorial de "El Fonógrafo", publicado con motivo del natalicio del libertador Simón Bolívar. El diario había recibido recomendaciones del gobierno de hacer un panegírico del dictador Juan Vicente Gómez, comparándolo con el padre de la patria. López Bustamante escribió un editorial satírico, describiendo en metáforas la barbarie del régimen gomecista y revelándose abiertamente ante la vanidad del dictador:

Padre de la patria Sublime Quijote!...desde el solio inmortal en que te plugó la fama colocarte, tiene tu mirada de águila hacia el pueblo que tuvo la fortuna de engendrarte, y asombrarte y entristecerte, porque es inconmensurable la necedad ambiente, porque la imbecilidad en ola gigantesca todo lo ahoga y lo arrolla todo, al punto que quienes pudieran parecer sensatos por sus dotes intelectuales, pagan tributo a la diosa que tiene orejas de burro y pezuñas de cerdo, diosa insaciable como vientre pantagruélico, a cuyo altar va llegando el ejército interminable de los escogidos, que son más que los llamados...
Fragmento del editorial de López Bustamante.

### Guerra Mundial

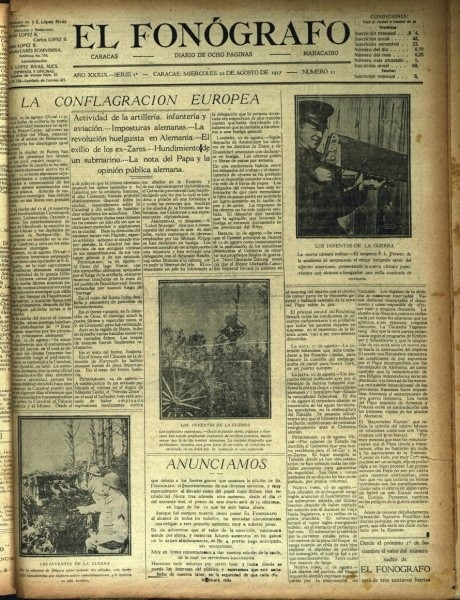
Ejemplar del Diario El Fonógrafo durante la guerra

La Primera Guerra Mundial había comenzado en 1914, cambiando el panorama internacional y la política y economía de todos los países involucrados; Venezuela no podía escapar. Gómez se inclinaba por el imperio alemán en el conflicto, aunque mantenía una aparente neutralidad frente a la comunidad aliada. En 1917, Eduardo decidió abrir una edición simultánea de "El Fonógrafo" en Caracas, bajo la dirección de su hermano menor, Carlos López Bustamante. Según el escritor y colaborador de "El Fonógrafo" José Rafael Pocaterra, la edición capitalina gozó desde el comienzo de una gran popularidad porque, a diferencia de otros medios informativos de la época, "El Fonógrafo" simpatizaba con los países Aliados. Esta posición molestaba a Gómez, quien, a partir de entonces, decidió acabar con el diario a toda costa. En palabras del escritor Pocaterra, por esa época llovían amenazas, anónimos y ultrajes.
Pocaterra explica además que la política editorial trajo como consecuencia el desbalance económico de "El Fonógrafo", cuyos avisos publicitarios, que provenían en su mayoría de las firmas de importación y comercio alemanas con sede en Maracaibo, comenzaron a ser retirados. La presión del gobierno sobre el diario se hizo cada vez más intensa pero los hermanos López Bustamante continuaron con su línea editorial independiente.
El 23 de agosto de 1917, el periódico fue allanado por tropas del gobierno. Las oficinas de "El Fonógrafo" en Caracas y Maracaibo fueron clausuradas definitivamente, terminando con ello, escribe José R. Pocaterra, el esfuerzo de dos generaciones... y 38 años de existencia del gran diario zuliano. López Bustamante se exiló en Curacao donde vivió dos años expatriado.

## Prisión

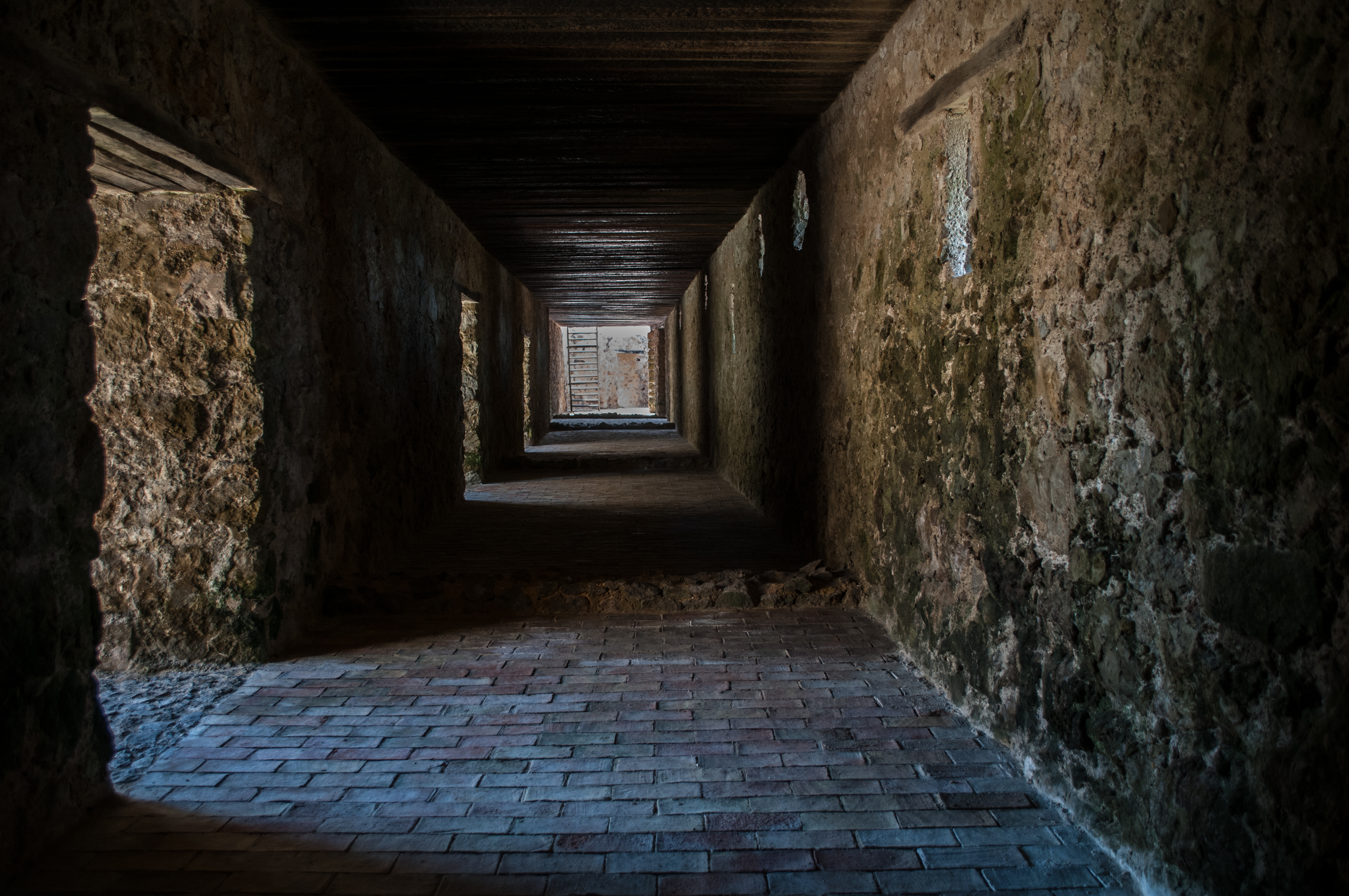
Corredor de calabozos del Castillo de San Carlos

En 1919 regresó a Venezuela bajo falsa promesa de armisticio, pero fue encarcelado durante cinco años en una fortaleza colonial ubicada en la entrada del Golfo de Venezuela: El Castillo de San Carlos de la Barra.
Muchos de sus mejores poemas fueron escritos durante el largo cautiverio.

Tras los espesos muros

que me encierran y oprimen

asisto de las horas el lento desfilar

los recuerdos se agolpan en mi cerebro y gimo

y me bebo las lágrimas

y me pongo a cantar.
Eduardo López Bustamante. Estrofa del poema "En el Castillo de San Carlos".

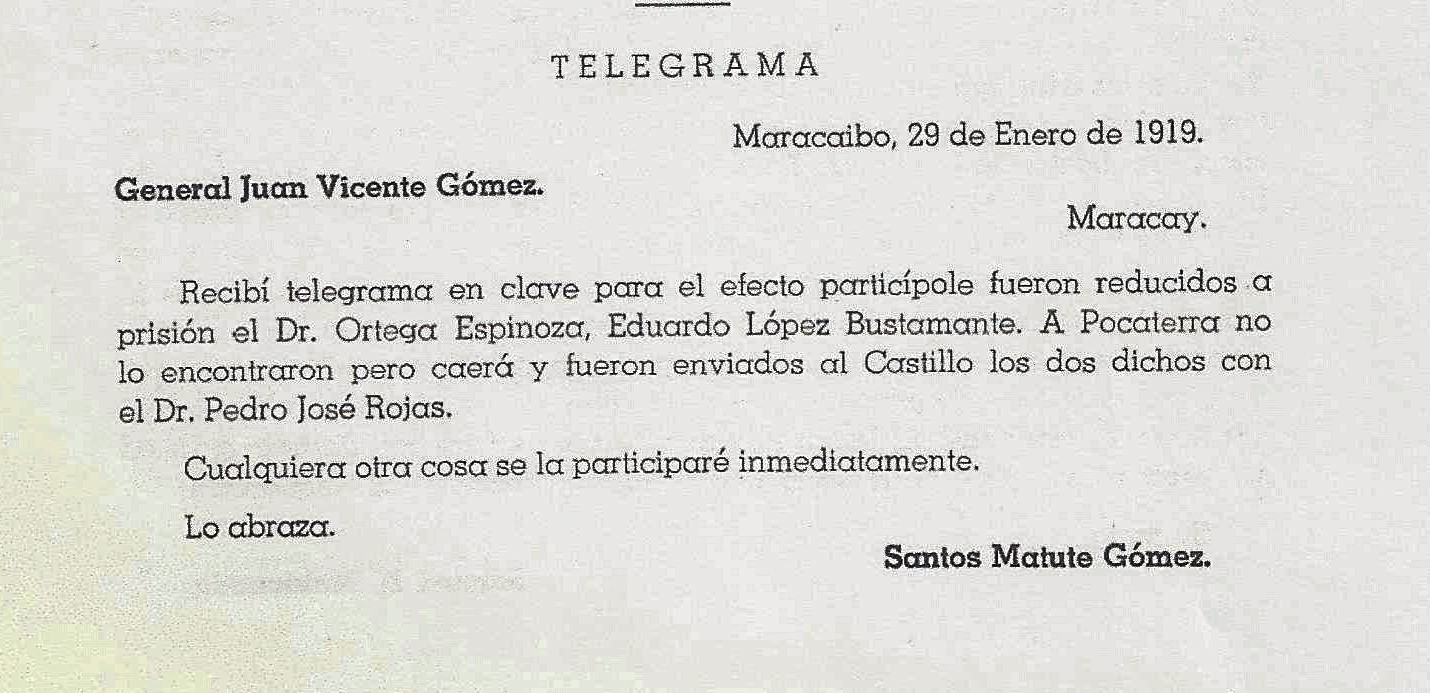
Telegrama dirigido al dictador Juan Vicente Gómez, informándole la detención y el encarcelamiento de López Bustamante

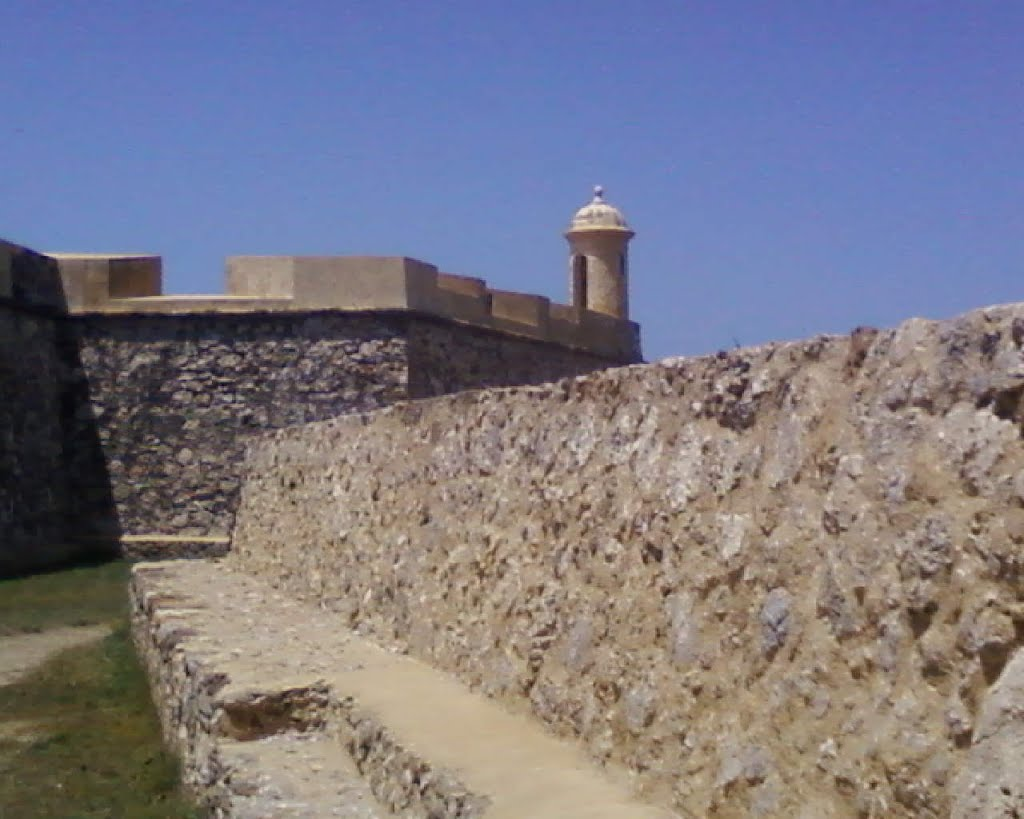
Castillo de San Carlos de la Barra

En el castillo de la isla de San Carlos del Zulia pasó López Bustamante sus cinco años de cautiverio, con grillete y perno en los pies y viviendo en condiciones infrahumanas. Compartió su celda con el sacerdote, Olegario Villalobos, de quien recibía clases de latín. López Bustamante, a su vez, se encargó de enseñarle francés al sacerdote, y después de aquellos difíciles años les unió siempre una gran amistad.
Durante su cautiverio, se dedicó al estudio del Derecho. La clausura definitiva de la imprenta y del diario dejaba claro para el periodista la necesidad de tener otra profesión, con el fin de abrirse paso al reincorporarse a la sociedad venezolana, gobernada aún por Gómez. Por ello, al quedar en libertad, Eduardo López Bustamante estaba preparado para recibir el título de abogado.

## Abogado ilustre

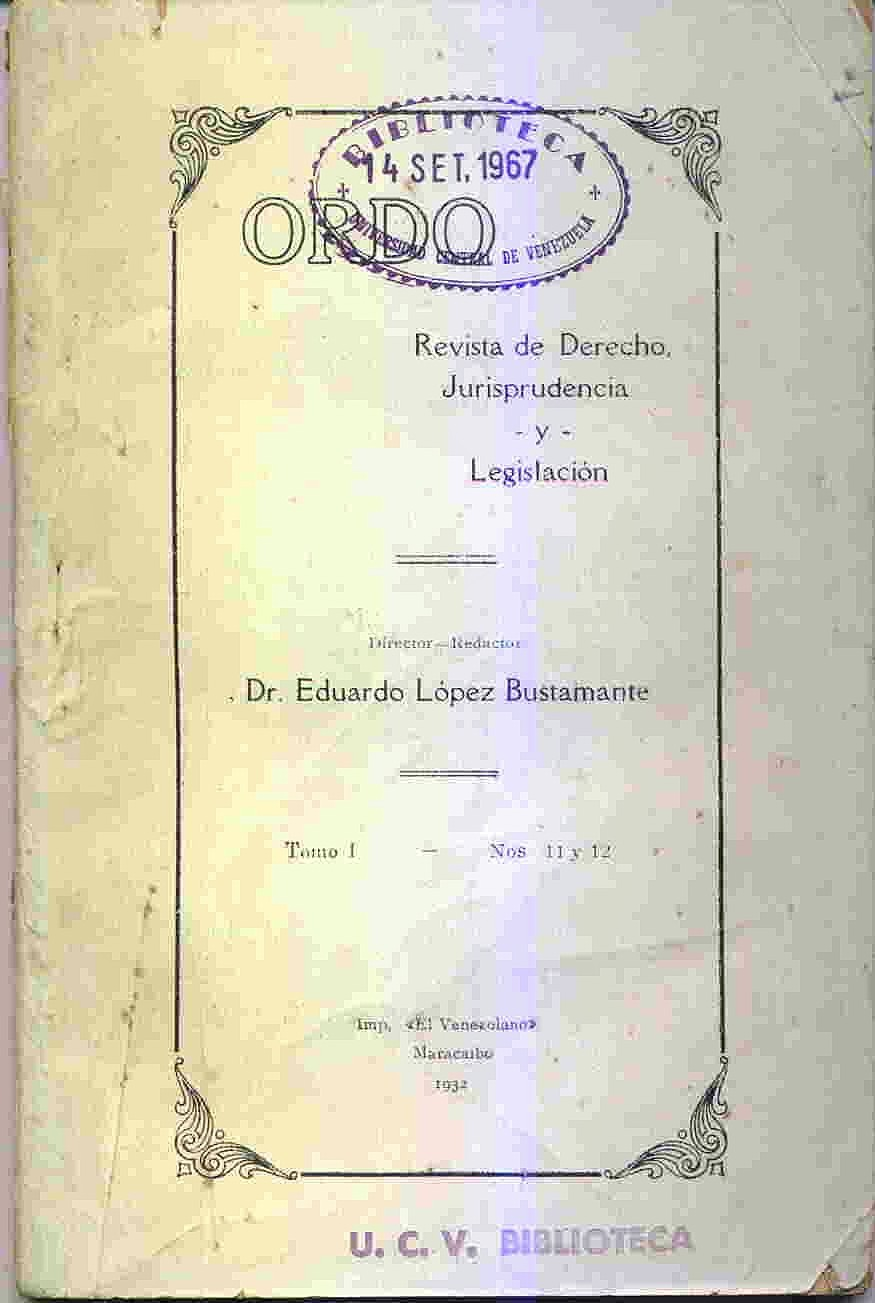
"ORDO", Revista de Derecho, Jurisprudencia y Legislación editada por Eduardo López Bustamante

En cuanto salió de la prisión se trasladó a la ciudad de Mérida, en Los Andes venezolanos, y se presentó a los exámenes de Derecho. Recibió su título de doctor en Ciencias Políticas en la Universidad de Los Andes el 14 de octubre de 1924.
Se encargó de múltiples casos sin cobrar un centavo, entregándose a los más necesitados de sus servicios como abogado. Su paso diario por la Plaza Bolívar de la ciudad, constituía un acontecimiento en el centro de Maracaibo. La gente lo esperaba desde tempranas horas de la mañana y su jornada comenzaba en estrecho contacto con los que dependían de su ayuda.
También hacían acto de presencia los trabajadores de la recién estrenada explotación petrolera en el Estado Zulia, por cuyos intereses y beneficios llevó a cabo una cruzada jurídica. 
Realizó también una investigación de once capítulos sobre el arrendamiento de obras en la legislación venezolana.

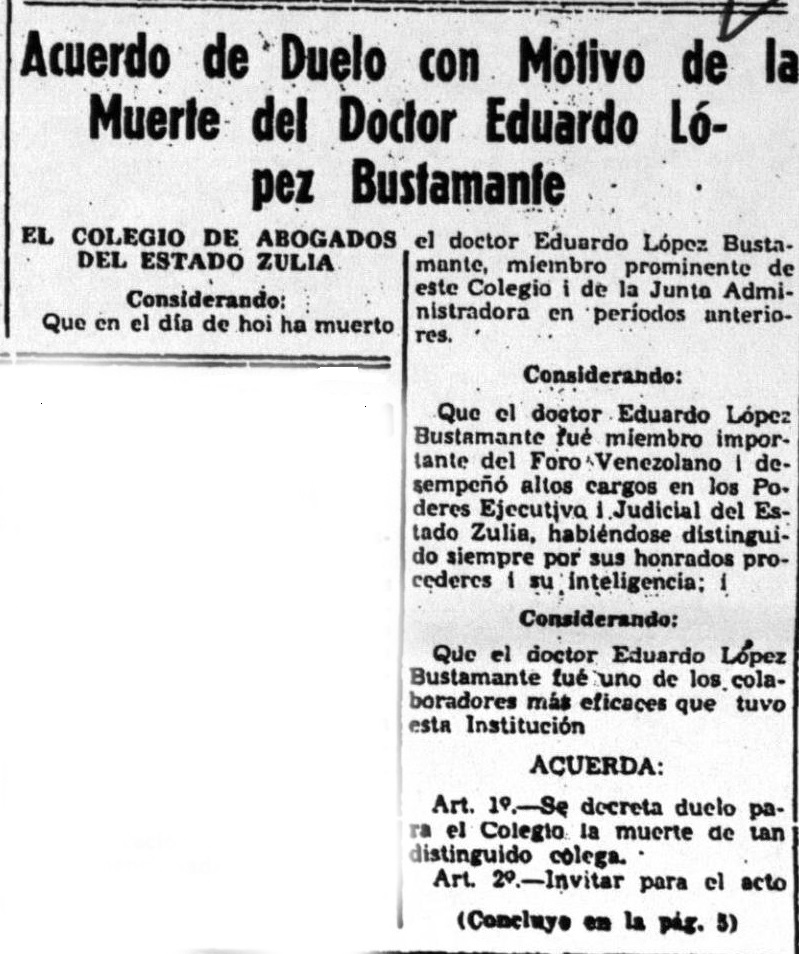
Acuerdo de duelo del Colegio de Abogados del Estado Zulia

Durante los años que ejerció como abogado, López Bustamante volvió a ser editor. Creó ORDO, "Revista Mensual de Derecho, Jurisprudencia y Legislación", donde fueron tratados temas jurídicos. Los ejemplares de ORDO se conservan en la Biblioteca Nacional de Venezuela, en la ciudad de Caracas.
Eduardo López Bustamante fue uno de los dos abogados escogidos para comenzar la reapertura de la Universidad del Zulia, después de la larga clausura ordenada por Cipriano Castro. El 13 de agosto de 1930 se permitió la apertura de una única escuela: la Escuela de Ciencias Políticas. Junto a Pedro París, López Bustamante tomó las riendas de la nueva Universidad del Zulia, que poco a poco iría incorporando otras facultades. Se mantuvo como docente en la posteriormente creada Escuela de Derecho hasta su muerte y fue además Secretario General de Gobierno del Estado Zulia y Ministro de la Corte Suprema del Estado Zulia. Fue también uno de los reorganizadores del Colegio de Abogados del Estado Zulia en 1935 y miembro de su junta directiva.

## Muerte
Eduardo López Bustamante falleció en Maracaibo el 30 de junio de 1939. Fue velado en su residencia de la calle Carabobo de Maracaibo, número 4-23. De allí salió el cortejo hacia la Iglesia Catedral.
Los restos de Eduardo López Bustamante reposan al lado de los de su esposa, en el panteón de la familia Pérez Luzardo del cementerio "El Cuadrado" de la ciudad de Maracaibo.